# Saint Seiya
Saint Seiya (яп. 聖闘士星矢 сэйнто сэйя, рус. «Святой Сэйя») — манга Масами Курумады, выходившая в еженедельном журнале Shonen Jump с 1986 по 1991 год. По её мотивам был снят одноимённый аниме-сериал, трансляция которого продолжалась с 1986 по 1989 года. Манга и аниме завоевали большую популярность в Японии, странах Латинской Америки и Европе, включая Францию, Италию, Испанию; на английский же язык они были переведены лишь в 2003 году. По мотивам Saint Seiya было сделано пять анимационных фильмов, показанных в японских кинотеатрах; последний шестой фильм стал CGI фильмом и вышел в 2014 году. В 2002 студия Toei Animation закончила экранизацию сериала в форме трёх OVA, последняя из которых вышла в 2008 году.
Основные события сериала разворачиваются вокруг 5 воинов, называемых «Святыми» (яп. セイント сэйнто, от англ. Saints), сражающихся в специальных доспехах — «Материях» (яп. クロス куросу, от англ. Cloths), каждый из которых происходит от какого-либо созвездия, используемых Святыми как личные защитные символы. Святые поклялись оберегать воплощения богини Афины в её сражении с другими Олимпийскими богами, жаждущими присоединить Землю к своим владениям.

## Сюжет
За шесть лет до основных событий сериала сто сирот из Японии были собраны человеком по имени Мицумаса Кидо и посланы в разные уголки мира, чтобы стать легендарными воинами, известными как святые, воины греческой богини Афины. Эти воины находятся под защитой соответствующих им астрономических созвездий.
Сила святых — «Космо» (яп. コスモ косумо, от англ. Cosmo), внутренняя духовная сущность, подразумевает представление мира и отдельных её элементов, как модель микрокосмоса, родившегося в результате Большого взрыва. Концепция космо приблизительно такова: "Каждый атом в теле человека представляет собой образ Солнечной системы, а так как тело человека состоит из миллиардов атомов, тело человека — «уменьшенный космос» или «мини-Вселенная». Космо каждой персоны имеет свои уникальные особенности. Святые же используют эти знания на совершенно другом уровне: «Люди состоят из атомов, а значит, они могут использовать все возможности этих атомов ради обретения мистических сил и совершения невероятных подвигов».
Сюжет начинается с истории одного из сирот Сэйи. Он был отправлен в Святилище Греции с целью стать святым Пегаса. Через шесть лет, Сэйя получает этот ранг и возвращается в Японию, чтобы найти свою старшую сестру. Узнав о пропаже сестры в тот самый день, когда он отправился в Святилище, Саори Кидо (внучка Мицумасы Кидо) делает предложение Сэйе принять участие в «Галактических войнах» (яп. ギャラクシアンウォーズ гаракусиан во:дзу, от англ. Galaxian Wars), турнире, в котором сражаются сироты, вернувшиеся святыми. Главный приз турнира — золотая материя Стрельца. Если Сэйя примет это предложение и выиграет, Саори использует свои связи в поиске его сестры.
На протяжении сериала Сэйя находит партнёров и друзей, других бронзовых святых: Сюна, Сирю, Икки и Хёгу. Как и в мифах, они сражаются вместе и защищают реинкарнацию Афины от любой опасности, как и их предшественники в других эпохах.

## История
В процессе создания Saint Seiya Масами Курумада дал своему главному персонажу имя Рин, а мангу назвал «Rin of the Galaxy» (яп. 銀河のリン гинга но рин, «Галактический Рин» или «Рин из галактики»). Однако, позже решил изменить имя на более подходящее по его мнению — «Сэйя» (яп. 聖矢, «Священная стрела»). Изначально подразумевалось, что имя должно быть связано с его статусом святого, но вскоре первое кандзи в имени было заменено, имя при этом приобрело такой вид — «Сэйя» (яп. 星矢, «Звёздная стрела»), подчёркивая созвездие персонажа и мифологическую идею. Наконец, он изменил название на Saint Seiya, как только усовершенствовал концепцию святых. Автор также утверждает, что одной из первых задумок была атака Сэйи «Кулак-метеор Пегаса» (яп. ペガサス流星拳 пэгасасу рюсэйкэн). Так как в манге созвездия были важными элементами сюжета и часто появлялись, автор хотел чтобы его протагонист имел атакующую технику, похожую на звёздный дождь.
Как и большинство центральных персонажей других манг Курумады, Сэйя имеет сходство с Рюдзи из Ring ni Kakero написанной автором за 9 лет до этого, напоминая «Звёздную систему» (технику использования постоянного набора подобных персонажей в разных работах одного автора) Осаму Тэдзуки. Это же касается и почти всех остальных персонажей.

## Манга
Манга Saint Seiya была задумана и написана Масами Курумадой, издавалась в журнале Weekly Shōnen Jump издательства Shueisha с января 1986 года по декабрь 1990 года и насчитывает в общем 110 глав (28 танкобонов). Весь сюжет можно разделить на три основных арки: «Святилище» (1-13 тома), «Посейдон» (14-18 тома), «Аид» (19-28 тома). 13 том содержит отдельную короткую историю после арки «Святилище» «Лебединая история, Наташа из ледяной страны» (яп. 特別読切　氷の国のナターシャ токубэцу ёмикири ко:ри но куни но наташа).
Кроме формата танкобонов манга переиздавалась шесть раз. Первый раз в формате айдзобанов в 1995 году («Коллекционная версия»), состоит из 15 томов. Второй — в формате бункобанов в 2001 году («Карманная версия»). Третье издание было подготовлено к выходу продолжения экранизации в 2003 году, содержало новости о будущих проектах («Первый ремикс»), состоит из 19 томов. Четвёртое издание в формате кандзэнбанов вышло с 2005 по 2006 года («Полная версия»), вмещало в себе много информации не публиковавшейся доселе, а также цветные страницы и цветные схемы брони, состоит из 22 томов. Начало выпуска пятого издания («Второй ремикс») совпало с предвещанием выхода на экраны «Hades — Chaper Elysion» в конце 2007 года, в отличие от предыдущего ремикса, в этот раз вся оригинальная манга была переиздана. С 2010 по 2011 года вышло также шестое издание («Третий ремикс»).

## Аниме

### Телесериал
В одноимённой аниме-версии производства Toei Animation за основу сюжета взята манга, но с определёнными отличиями от оригинала. Премьера первой серии состоялась 11 октября 1986 года на канале TV Asahi. Последняя серия вышла 1 апреля 1989 года. Режиссёром был Кодзо Морисита (1-73 серии), позже Кадзухито Кикути (74-114 серии). Дизайном персонажей занимались Синго Араки и Мити Химэно, а музыка написана композитором Сэйдзи Ёкоямой. Сюжет аниме адаптировали сценаристы Такао Кояма и Ёсиюки Суга. Сериал состоит из трёх основных арок: «Святилище» (1-73 серии), «Асгард» (74-99 серии) присутствует только в аниме, «Посейдон» (100—114 серии).

### OVA
Экранизация последней арки вышла в свет в OVA формате. Первая 13-серийная OVA вышла на канале Animax с 9 ноября 2002 года по 12 апреля 2003 года и выпущена на DVD в 2003 под названием «Hades — Chapter Sanctuary» (яп. 冥王ハーデス十二宮編 мэйоу ха:дэсу дзюуникюу хэн, досл. рус. «Повелитель тьмы Аид —  часть двенадцати (зодиакальных) храмов»). Режиссёром сериала стал Сигэясу Ямаути, используя всё те же дизайн персонажей и музыкальное сопровождение, что и в ТВ-сериале. Над интерпретацией сюжета 19-22 томов манги работал Митико Ёкотэ.
Через два года, в 2005 вышло продолжение из шести серий «Hades — Chapter Inferno» (Part 1) (яп. 冥王ハーデス冥界編 前章 мэйоу ха:дэсу мэикай хэн дзэнсёу, досл. рус. «Повелитель тьмы Аид —  часть инферно (1 часть)») транслировавшееся на Animax с 17 декабря 2005 года по 18 февраля 2006 года и вскоре поступившее в продажу на DVD. Режиссёром «Hades — Chapter Inferno» и «Hades — Chapter Elysion» стал Томохару Кацумата, сценаристом — Ёсукэ Курода. Практически все основные сэйю телесериала 1986 года, озвучившие также «Hades — Chapter Sanctuary», уже имели сильно изменившиеся голоса. Потому к моменту выхода второй OVA решено было найти им замену. С 15 декабря 2006 года по 6 февраля 2007 года вышла «Hades — Chapter Inferno» (Part 2) (яп. 冥王ハーデス冥界編 後章 мэйоу ха:дэсу мэикай хэн коусёу, досл. рус. «Повелитель тьмы Аид —  часть инферно (2 часть)»), состоящая тоже из шести серий, соответствует 25-26 томам манги.
28 июня 2007 года Курумада написал в персональном блоге о начале создания заключительной 6-серийной OVA «Hades — Chapter Elysion» (яп. 冥王ハーデス エリシオン編 мэйоу ха:дэсу эрисион хэн, досл. рус. «Повелитель тьмы Аид — часть Элизиум»). Предполагалось, что выход назначен на средину декабря, как и в двух частях предыдущей OVA, но в ноябре 2007 Toei Animation перенесли выход на март 2008. Последние две серии вышли 1 августа 2008 года.

### Фильмы
На протяжении выхода сериала 1986 года было создано четыре филлерных анимационных фильма. Также в 2004 году в японских кинотеатрах вышел пятый фильм «Heaven Chapter ~Overture~» (яп. 天界編 序奏 〜overture〜 тэнкай хэн дзёсоу, досл. рус. «Небесная часть ~Увертюра~»), который должен был стать прямым продолжением после арки «Аид», но был вычеркнут из канона и стал незавершённым альтернативным продолжением. В 2014 году в честь празднования 25-летия сериала вышел CGI-фильм ставший ремейком первой арки «Святилище».

## Романы
Для написания двух лайт-новел Тацуя Хамадзаки вместе с Масами Курумадой создали отдельную сюжетную историю описывающую сражения современных Святых с Гигантами под общим названием «Saint Seiya — Gigantomachia». Тацуя использовал официальную информацию из Saint Seiya Encyclopedia. По его собственным словам его романы не являются параллельными историями относительно оригинального сюжета, а скорее иной интерпретацией мира Saint Seiya. Две новеллы «Гигантомахия: глава Мэй»  (яп. ギガントマキア　盟の章 гигантомакиа мэй но сёу) и «Гигантомахия: глава крови»  (яп. ギガントマキア　血の章 гигантомакиа ти но сёу) выпущены Jump J Books 28 августа и 21 декабря 2002 года соответственно.